# Próba mikrofonu
Próba mikrofonu – polski film dokumentalny z 1980 roku w reżyserii Marcela Łozińskiego, na podstawie scenariusza Marka Petryckiego oraz ze zdjęciami Jacka Petryckiego. Film ukazuje starania pracownika radiowęzła w warszawskiej fabryce kosmetyków „Pollena-Uroda”, który przygotowuje serię wywiadów z robotnicami fabryki. Na pytanie, czy robotnice czują się gospodarzami fabryki, odpowiadają one różnie, przeważnie w sposób niepochlebny dla dyrekcji.
Łoziński podczas kręcenia Próby mikrofonu napotykał na szereg trudności. Podczas narady oceniającej nagrania doszło do zepsucia kamery. Dyrektorka zakładu nie zgodziła się na powtórne zdjęcia. Przekonawszy ją, żeby powtórzyć zdjęcia, Łoziński podczas drugiego nagrania zarejestrował „najmocniejsze argumenty o niskim poziomie załogi i o tym, że ludzie nie rozumieją pytań, bo to… kobiety”.
Jak komentował los Próby mikrofonu Tadeusz Sobolewski, audycja będąca efektem nagrań „podziałała na dyrekcję jak lustro na bazyliszka. Radiowiec stracił pracę. W tym samym czasie stracił pracę reżyser. Ale przyszedł Sierpień ’80. Zakładowy radiowiec rzucił legitymację partyjną, znalazł się w Polskim Radiu, był internowany – dokument odmienił jego życie”. Na fali wydarzeń sierpniowych także Próba mikrofonu, odstawiona na półkę przez władze komunistyczne, została pokazana przejściowo na Krakowskim Festiwalu Filmowym, gdzie zdobyła Brązowego Lajkonika, Brązowego Smoka oraz Nagrodę FIPRESCI.